# 第16回ゴールデングローブ賞
第16回ゴールデングローブ賞（だい16かいゴールデングローブしょう）は、1958年の映画を対象としており、1959年3月5日に発表された。

## 受賞者・ノミネート

### 映画

#### 作品賞 (ドラマ部門)
『手錠のまゝの脱獄』
- 『熱いトタン屋根の猫』
- Home Before Dark
- 『私は死にたくない』
- 『旅路』

#### 作品賞 (コメディ部門)
『メイム叔母さん』
- 『媚薬』
- 『無分別』
- en:Me and the Colonel
- en:The Perfect Furlough

#### 作品賞 (ミュージカル部門)
『恋の手ほどき』
- Damn Yankees
- 『南太平洋（英語版）』
- 『親指トム』

#### 主演男優賞 (ドラマ部門)
デヴィッド・ニーヴン – 『旅路』
- Tony Curtis – 『手錠のまゝの脱獄』
- ロバート・ドーナット – 『六番目の幸福』 （死後のノミネート）
- シドニー・ポワチエ – 『手錠のまゝの脱獄』
- スペンサー・トレイシー – 『老人と海』

#### 主演女優賞 (ドラマ部門)
スーザン・ヘイワード – 『私は死にたくない』
- イングリッド・バーグマン – 『六番目の幸福』
- デボラ・カー – 『旅路』
- シャーリー・マクレーン – en:Some Came Running
- ジーン・シモンズ – Home Before Dark

#### 主演男優賞 (ミュージカル・コメディ部門)
ダニー・ケイ – en:Me and the Colonel
- モーリス・シュヴァリエ – 『恋の手ほどき』
- クラーク・ゲーブル – Teacher's Pet
- ケーリー・グラント – 『無分別』
- ルイ・ジュールダン – 『恋の手ほどき』

#### 主演女優賞 (ミュージカル・コメディ部門)
ロザリンド・ラッセル – 『メイム叔母さん』
- イングリッド・バーグマン – 『無分別』
- レスリー・キャロン – 『恋の手ほどき』
- ドリス・デイ – 『愛のトンネル』
- ミッツィ・ゲイナー – 『南太平洋（英語版）』

#### 助演男優賞
バール・アイヴス – 『大いなる西部』
- ハリー・ガーディノ – Houseboat
- David Ladd – en:The Proud Rebel
- ギグ・ヤング – Teacher's Pet
- エフレム・ジンバリスト・ジュニア – Home Before Dark

#### 助演女優賞
en:Hermione Gingold – 『恋の手ほどき』
- en:Peggy Cass – 『メイム叔母さん』
- ウェンディ・ヒラー – 『旅路』
- モーリン・ステイプルトン – Lonelyhearts
- カーラ・ウィリアムズ – 『手錠のまゝの脱獄』

#### 監督賞
ヴィンセント・ミネリ – 『恋の手ほどき』
- リチャード・ブルックス – 『熱いトタン屋根の猫』
- スタンリー・クレイマー – 『手錠のまゝの脱獄』
- デルバート・マン – 『旅路』
- ロバート・ワイズ – 『私は死にたくない』

#### 外国語映画賞
en:Das Mädchen Rosemarie (西ドイツ)

 en:L'Eau vive (フランス)

 The Year Long Road (ユーゴスラビア)

#### 外国映画賞(英語映画)
『SOSタイタニック/忘れえぬ夜』

#### 国際賞
『六番目の幸福』
- 『手錠のまゝの脱獄』
- en:Me and the Colonel
- 『愛する時と死する時』
- 『若き獅子たち』

#### Samuel Goldwyn International Film Award
en:Do Aankhen Barah Haath 

#### ヘンリエッタ賞
ロック・ハドソン

デボラ・カー

### テレビ

#### テレビドラマ部門 作品賞 (ミュージカル・コメディ部門)
en:The Ann Sothern Show

en:Letter to Loretta

en:The Red Skelton Show

Toast of the Town

Tonight!

### Most Promising Newcomer - Male
ブラッドフォード・ディルマン

ジョン・ギャヴィン

エフレム・ジンバリスト・ジュニア
- en:David Ladd
- リッキー・ネルソン
- en:Ray Stricklyn

### Most Promising Newcomer - Female
リンダ・クリスタル

スーザン・コーナー

ティナ・ルイーズ
- en:Joanna Barnes
- キャロル・リンレイ
- フランス・ニュイエン

#### テレビ業績賞
レッド・スケルトン

### 特別賞
en:David Ladd (For best juvenile actor)

シャーリー・マクレーン (For most versatile actress)

### セシル・B・デミル賞
モーリス・シュヴァリエ